# Communicatio idiomatum
Communicatio idiomatum (с лат. — «общение свойств») — понятие  латинского, католического богословия, используемое в христологии, о взаимодействии божества и человечества в ипостаси Иисуса Христа.
Согласно оросу Халкидона две природы во Христе соединены в одно лицо или в одну ипостась, при этом сохраняются свойства каждого естества  (природы) при соединении.
Благодаря неразлучному и неразделимому соединению двух природ — божественной и человеческой в одну ипостась, можно производить взаимозамену или взаимоперемещение именований, когда эти названия относятся к единой ипостаси, к единому лицу — к Иисусу Христу. В результате этой метонимии получается: свойства божественной природы становятся свойствами человеческой природы Христа, и наоборот, свойства человеческой природы становятся свойствами божественной природы Христа. Замещение имён в фразеологических оборотах, в результате которого природы получают дополнительные, не принадлежащие им свойства и называется — «общение свойств» (лат. «communicatio idiomatum»). Название «communicatio idiomatum» — «общение свойств» является условным, так как при замещении имён природы никаких новых свойств, согласно оросу Халкидона, не приобретают и никакими свойствами не обмениваются, а подобные фразы или фразеологические выражения используются исключительно в переносном значении.
При замене именований, нельзя понимать фразы в прямом значении, нельзя считать например, что бесстрастный Бог (божественная природа) может страдать или безначальный Бог (божественная природа) может иметь начало. Неверное понимание этих фраз приводит или к монофитству, или к пониманию Бога как обычного тварного и смертного существа.
Например, фраза: «Бог родился от Марии» означает — «Христос родился от Марии». Христос есть Бог и человек, он родился от Марии человеческой природой; но в результате замены имени  «Христос» → «Бог», получилось, что божественная природа Христа „приобрела“ новое свойство в переносном значении — второе рождение. Споры о имени «Богородица» есть, таким образом, лишь частный случай так называемого «взаимозамены названий» или «communicatio idiomatum»; в данном случае Мария рождает Христа, отсюда вытекает, что она есть Христородица, далее следует метонимия  «Христос» → «Бог», получилось, что Мария есть Богородица. Термин «Богородица» при этом не означает, что Мария родила божественную природу или всего Бога — Троицу, а означает исключительно, что Мария родила Христа.
В XVIII-XIX веках понятие «общение свойств» — «communicatio idiomatum» появляется в русских учебниках по догматическому богословию этот раздел христологического учения излагается очень кратко и не вполне удовлетворительно. Близкородственным понятием «communicatio idiomatum» в православии является перихорисис.
Понятию греч. «ὁ τρόπος τῆς ἀντιδόσεως» — «пути обмена» посвящена 48 глава книги Иоанна Дамаскина «Точное изложение Православной Веры». В ней Иоанн Дамаскин объясняет пути обмена или взаимоперемещение именований: почему Бог называется страждущим и Господь — распятым.
Философ Иоганн Георг Гаманн (1730-1780) использовал понятие «communicatio idiomatum» не только для Христа, а для взаимоотношений Бога и человека.